# Live at the House of Blues: Cleveland 9.15.07
Live at the House of Blues: Cleveland 9.15.07 è il secondo album dal vivo del gruppo musicale canadese Sum 41, pubblicato il 9 agosto 2011. L'album contiene la performance della band all'House of Blues di Cleveland, Ohio, del 15 settembre 2007.

## Tracce
1. Underclass Hero – 5:45
2. The Hell Song – 3:14
3. Motivation – 4:36
4. We're All to Blame – 6:12
5. Walking Disaster – 5:41
6. Machine Gun – 3:44
7. King of Contradiction – 3:34
8. In Too Deep – 3:39
9. Over My Head (Better Off Dead) – 2:59
10. Makes No Difference – 8:38
11. Pieces – 3:35
12. March of the Dogs – 4:16
13. Still Waiting – 2:50
14. My Direction – 2:53
15. Fat Lip – 2:55
16. Pain for Pleasure – 3:31

## Formazione
- Deryck Whibley – voce e chitarra ritmica (eccetto traccia 16), batteria (traccia 16)
- Tom Thacker – chitarra solista, voce secondaria
- Jay McCaslin – basso, voce secondaria
- Steve Jocz – batteria (eccetto traccia 16), voce (tracce 15 e 16)